# Neomenia carinata
Neomenia carinata is een Solenogastressoort uit de familie van de Neomeniidae. De wetenschappelijke naam van de soort is voor het eerst geldig gepubliceerd in 1875 door Tullberg.